# 나카쓰카사

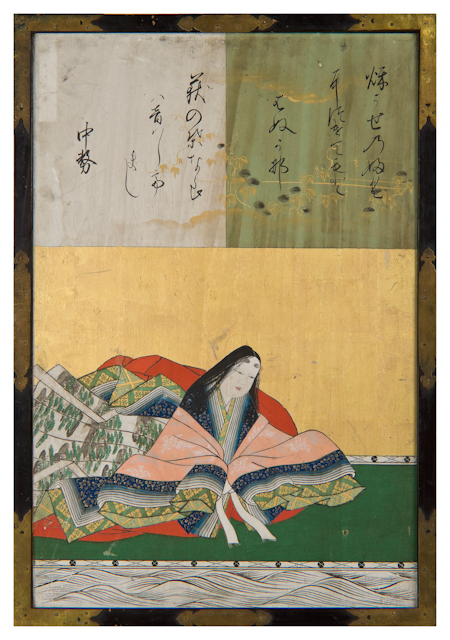

나카 쓰카사(中務)는 헤이안 시대 중기의 황족, 시인이다.
우다 천황의 제4황자 아쓰요시 친왕의 딸이다. 36가선, 뇨보36가선의 한 사람이다.